# Ostre (Beskid Śląski)
Ostre (932 m n.p.m.) – szczyt w Paśmie Baraniej Góry i Skrzycznego w Beskidzie Śląskim. Stanowi on zakończenie ramienia górskiego, które odchodzi w kierunku północno-wschodnim od Magurki Radziechowskiej i wraz z Muronką rozdziela doliny potoków: Twardorzeczki i Leśnianki. Partie szczytowe góry pokryte w znacznej części rozległymi polanami (dziś już w części zarastającymi) o wspólnej nazwie hala Ostre. Podnóża zajęte częściowo przez pola uprawne i łąki.
Pod względem administracyjnym Ostre znajduje się w obrębie wsi Ostre w województwie śląskim, w powiecie żywieckim, w gminie Lipowa.

## Turystyka
Drogą trawersującą szczyt nieco poniżej wierzchołka biegnie zielony szlak turystyczny mający swój początek we wsi Ostre:
 Ostre, hotel „Zimnik” – Ostre, kościół – Ostre, szczyt – Muronka – Magurka Radziechowska. Czas przejścia 2:40 godz., suma podejść 590 m, z powrotem 1:40 godz.

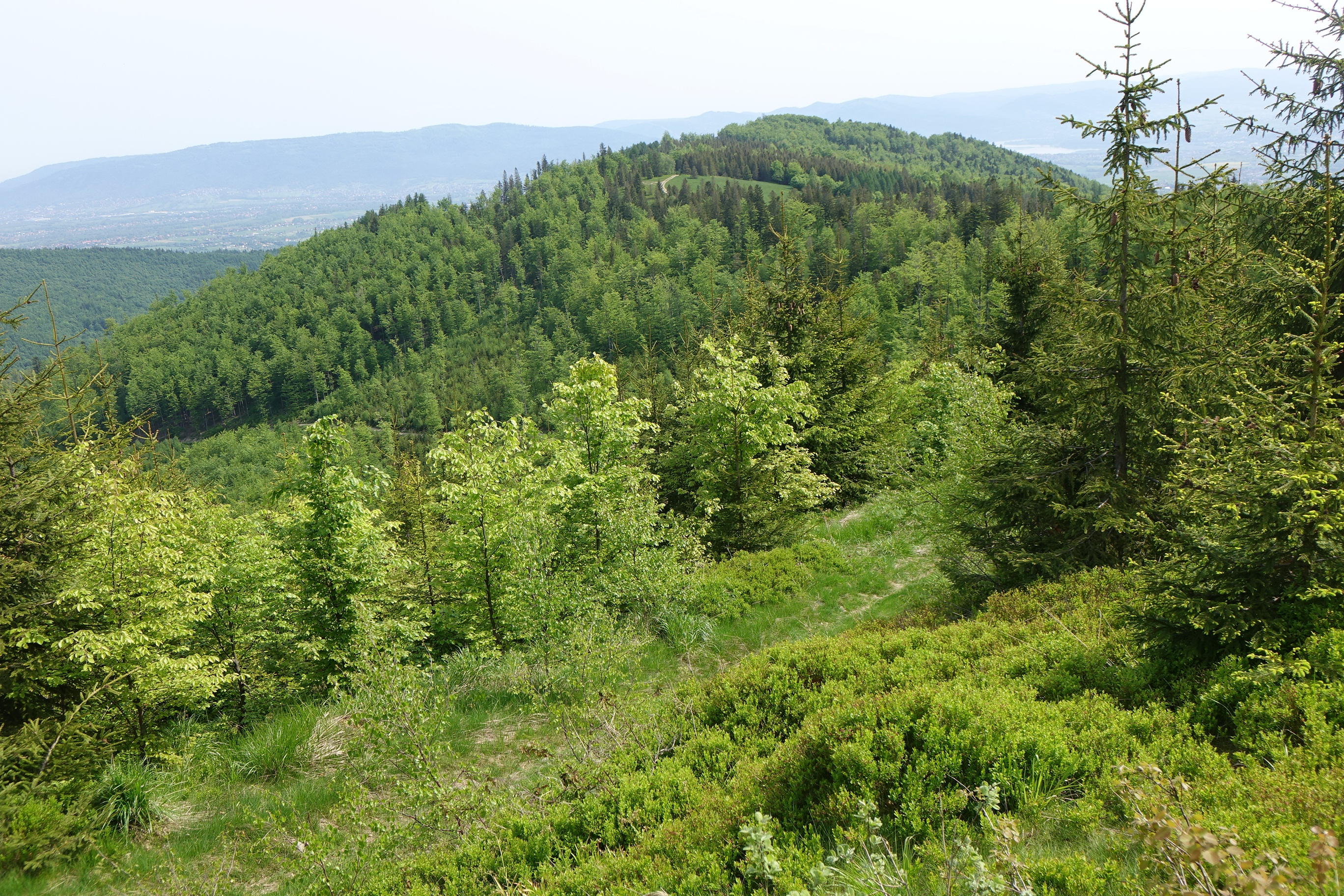
Widok z Muronki
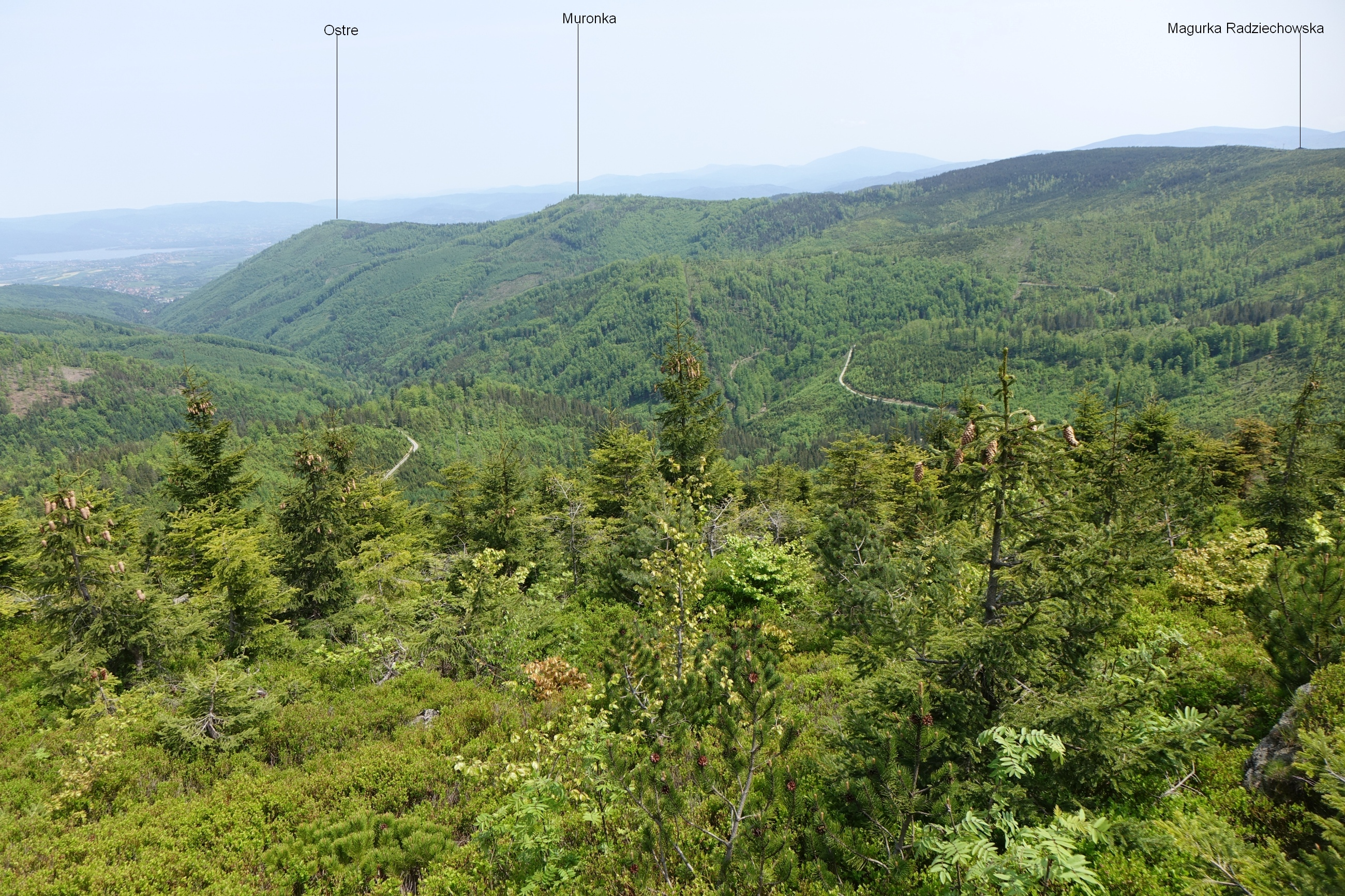
Widok z Gawlasta
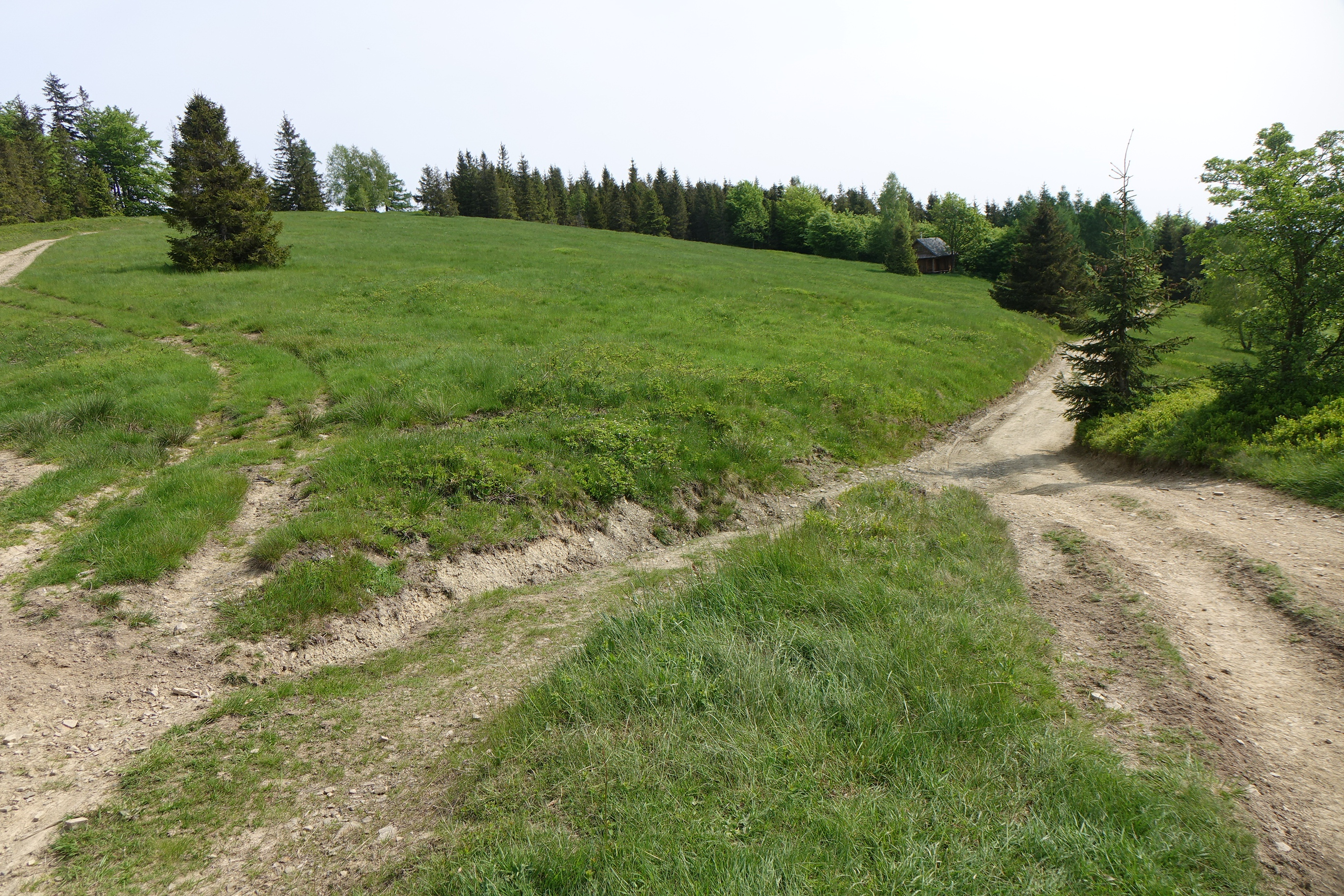
Szczyt Ostrego z halą Ostre
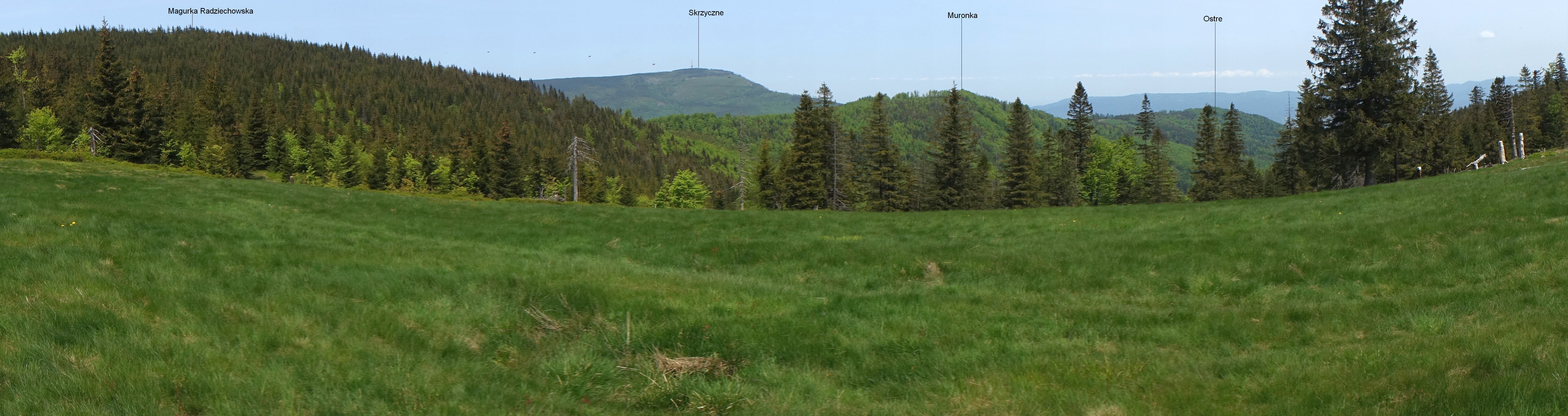
Widok z Hali Radziechowskiej